# Patrice Vergriete
Patrice Vergriete  (prononcé [vɛʁɡritː]), né le 4 juillet 1968 à Dunkerque, est un homme politique français. Il est maire de Dunkerque, président de la communauté urbaine de Dunkerque, président du Pôle métropolitain Côte d'Opale depuis 2014 et président de l'Agence nationale pour la rénovation urbaine.
A partir du 20 juillet 2023, il est ministre chargé du Logement dans le gouvernement d'Élisabeth Borne, puis du 8 février 2024 au 21 septembre 2024, il est ministre délégué chargé des Transports dans le gouvernement de Gabriel Attal. Il reprend le 27 septembre 2024 ses fonctions de maire de Dunkerque.
Le 31 janvier 2025, il est nommé par décret d'Emmanuel Macron président de l'Agence nationale pour la rénovation urbaine, succédant indirectement à Catherine Vautrin.

## Biographie
Fils d’un ouvrier chaudronnier aux Chantiers de France et d’une mère femme au foyer, il grandit dans le quartier populaire des Glacis à Dunkerque. Après le baccalauréat, il poursuit ses études à Paris dans une classe préparatoire scientifique au lycée Louis-le-Grand. Il est lauréat du concours de l’École polytechnique et intègre la promotion 1989. Puis il se spécialise à l’École nationale des ponts et chaussées, en obtient le diplôme en plus d'un DEA à l'EHESS en 1995 et devient ingénieur des ponts et chaussées.
Il commence sa carrière professionnelle à la fin des années 1990 à l’Organisation de coopération et de développement économiques (OCDE), puis intègre les cabinets de Martine Aubry, alors ministre de l’Emploi et de la Solidarité, et de Claude Bartolone au ministère de la Ville. Il y suit en particulier les dossiers des Grands Projets de Ville (GPV) et de la politique de renouvellement urbain[source insuffisante].
En novembre 2000, Patrice Vergriete revient dans sa ville natale pour prendre la direction de l’AGUR (Agence d’urbanisme Flandre-Dunkerque) jusqu’en 2008. Il mène ensuite, au sein du Laboratoire techniques, territoires et sociétés (LATTS) au sein de l’École nationale des ponts et chaussées, un travail de recherche sur la production du logement en France, qu’il conclut le 7 janvier 2013 par la soutenance d’une thèse de doctorat en urbanisme et aménagement de l’espace. Il intervient également au Conseil général de l'environnement et du développement durable (CGEDD). Il y réalise des missions d’évaluation de la garantie des risques locatifs et suit la mise en place d’une garantie universelle des loyers[réf. nécessaire].

## Parcours politique
Adhérent au Parti socialiste en 1993, il est adjoint à la Jeunesse au conseil municipal de Dunkerque de 2001 à 2008 puis adjoint aux Sports de 2008 à 2013. À la suite d’un profond désaccord avec le maire de l’époque, Michel Delebarre, il démissionne de sa délégation en 2013 et quitte le Parti socialiste.
Il se présente comme tête de liste aux élections municipales de mars 2014, qu'il remporte avec 55,53 % des suffrages exprimés au second tour. Patrice Vergriete est élu maire de Dunkerque lors du conseil municipal du 5 avril 2014 puis président de la communauté urbaine de Dunkerque. Il devient également président du pôle métropolitain Côte d'Opale (PMCO) en 2014.
Le 5 février 2020, il est élu à la présidence de l’association « France Ville Durable », qui regroupe les parties prenantes de la ville durable : les collectivités locales leaders et leurs associations, les entreprises de toutes tailles (groupes français mais aussi TPE), l’État (administration centrale et opérateurs spécialisés) et les experts de la ville (en particulier les organisations professionnelles nationales),. Le 5 novembre 2020, il est élu vice-président aménagement du territoire du bureau de l’association des Intercommunalités de France. Il est élu président délégué de la Fédération nationale des agences d'urbanisme le 21 novembre 2020.
Lors des élections législatives de 2022, il se présente comme suppléant de Christine Decodts, dans la 13e circonscription du Nord, sous l’étiquette Renaissance. Christine Decodts est élue députée avec 52,29 % des voix au second tour de l’élection.

### Maire de Dunkerque
Le 1er septembre 2018, il met en place le bus gratuit, et de ce fait la communauté urbaine de Dunkerque devient la plus grande agglomération de France et d’Europe à instaurer la gratuité pour tous sur l’ensemble de son réseau de bus[source insuffisante].
En décembre 2019, Patrice Vergriete annonce sa candidature à un deuxième mandat de maire. Il est réélu dès le premier tour avec 64 % des suffrages exprimés.
Son objectif étant de faire de Dunkerque un laboratoire de l’industrie « décarbonée », il accueille le 4 février 2022 le Premier ministre Jean Castex pour annoncer un investissement de de 1,7 milliard d’euros afin de réduire de 40 % ses émissions de CO2 d'ArcelorMittal.
Le 24 janvier 2023, il est nommé sur proposition de l'Élysée, président de l'AFIT France,.
À la suite de sa nomination comme ministre délégué chargé du logement du gouvernement Élisabeth Borne, il démissionne de son mandat de maire de Dunkerque et devient premier adjoint au maire le 29 septembre 2023.
Le 27 septembre 2024, à la suite du conseil municipal il redevient maire de Dunkerque, Jean Bodart reprenant sa fonction de premier adjoint au maire.

### Ministre délégué au Logement
Il est ministre délégué chargé du Logement dans le gouvernement Élisabeth Borne du 20 juillet 2023, au 11 janvier 2024.
Il est notamment le principal artisan de l'augmentation des places d'hébergement d'urgence en hiver 2023-24 et de la loi contre l'habitat insalubre, votée après sa non-reconduction au ministère du logement. Il n'était plus ministre lorsque le rapport de la fondation Abbé-Pierre pour le logement des défavorisés 2024 sort, et vise ouvertement la politique de logement du gouvernement Borne.
Il est remplacé le 8 février 2024 par Guillaume Kasbarian.

### Ministre délégué aux transports
Le 8 février 2024, il est ministre délégué chargé des transports dans le gouvernement de Gabriel Attal.
Reprenant un projet du président de la République porté par son prédécesseur, Clément Beaune, le 3 avril 2024 en fin de journée, il annonce qu'un accord a été trouvé avec toutes les régions concernées pour la mise en place du Pass rail. La région Île-de-France n'est pas incluse dans le Pass Rail en 2024, s'inspirant du fonctionnement allemand du Deutschlandticket mais qui fonctionne lui à bien plus grande échelle.
En septembre 2024, lors du remaniement entre les gouvernements Attal et Barnier, il annonce qu'il ne fera pas partie du prochain casting gouvernemental, notamment à cause de désaccords avec Les Républicains et souhaitant récupérer son poste de maire de Dunkerque, bien qu'il aurait pu conserver un poste gouvernemental.

### Agence nationale pour la rénovation urbaine
Le 31 janvier 2025, il est nommé président du conseil d'administration de l'ANRU.

## Positionnement politique
Affilié au Parti socialiste jusqu'en 2013, il le quitte pour se présenter face à Michel Delebarre en 2014 aux élections municipales de Dunkerque. À la suite de sa victoire, il choisit de ne pas réintégrer son ancien parti et le ministère de l'intérieur lui attribue l'étiquette divers gauche.
Dès 2018, il partage une « convergence d'opinions » avec Emmanuel Macron qu'il soutient à partir de là. Il est réélu en 2020 à Dunkerque avec le soutien de Renaissance. En 2022, il parraine et soutient pleinement la candidature d'Emmanuel Macron dont il défend le bilan sur la réindustrialisation des territoires, notamment dans sa ville de Dunkerque. Il n'adhère pas à Renaissance mais dit en partager les positions, notamment celles de l'aile gauche, étant proche de figures comme Clément Beaune, Olivier Dussopt, ou encore Roland Lescure.
Lorsqu'il devient ministre, certains médias le qualifient de « caution de gauche » du gouvernement Élisabeth Borne, Le Monde le compare notamment au protagoniste de la série Baron noir, dû a son passé socialiste et aux fonctions qu'il a occupées. Il suit d'autres membres du gouvernement, plutôt classés à gauche de la macronie, dans leurs protestations contre la loi immigration, qu'ils estiment trop à droite et allant à l'encontre de sa politique pour le logement social, alors qu'il occupe le poste de ministre du Logement. Il nie par la suite avoir voulu démissionner et reste dans le gouvernement à la suite de l'adoption de la loi.
Il ne participe pas au gouvernement Barnier qu'il estime politiquement trop tourné à droite, en désaccord sur la ligne de fond qu'il a souhaité porter dans les postes qu'il a occupés. Il reprend le 27 septembre 2024 ses fonctions de maire de Dunkerque.

## Distinctions
- Chevalier de l'ordre national du Mérite (31 décembre 2020)[37]